# 小原春香
小原 春香（こはら はるか、1988年〈昭和63年〉4月12日 - ）は、日本の歌手、タレント、元グラビアアイドル。広島県福山市出身。女性アイドルグループ・AKB48およびSDN48の元メンバーである。

## 略歴
- 2007年5月頃から半年間、AKB48劇場カフェの売り子（カフェっ娘）として勤務していた。
- 2007年、『AKB48 第二回研究生（5期生）オーディション』に合格。
- 2008年8月22日の研究生公演において、研究生史上初の事務所移籍（ドレスコードへ）を果たした。
- 2009年1月24日（夜公演）でチームBに昇格。AKB48の研究生からの昇格者では唯一の昭和生まれである。また、劇場公演デビューから昇格までに要した日数が1年以上（413日）、昇格時の年齢が20代（20歳287日[注 1]）はいずれも小原が初めてだった。
- 2009年8月23日に開催された『読売新聞創刊135周年記念コンサート AKB104選抜メンバー組閣祭り』の夜公演において、2009年10月よりチームKに異動することが発表された。しかし、同年9月22日の夜公演において、2010年よりSDN48に完全異動し、同時にAKB48から卒業することが発表され、同じくSDN48へ完全異動する浦野一美とともに2010年4月16日のチームB4th公演千秋楽をもってAKB48から卒業した。
- 2010年5月15日、SDN48アンダーから正規メンバーに昇格。
- 2010年6月から9月にかけて、テレビ朝日『すっぽんの女たち』内で実施された「メジャーデビューシングル選抜」では9位で、シングル選抜入りを果たした。AKB48時代を含めても初の選抜入りとなる。
- 2012年3月31日にNHKホールで行われた『SDN48 コンサート「NEXT ENCORE」 in NHKホール』をもってSDN48を卒業。
- 2012年3月31日に株式会社ドレスコードとの契約満了と、株式会社マグニファイへの移籍を発表[2]。
- 2013年4月2日、AKB48 32ndシングル選抜総選挙に立候補した。
- グラビアアイドルとしても活動していたが、2014年11月22日、DVD『きゅるるんエンジェるん』発売記念イベントで、グラビアからの卒業を発表した[3]。
- 2016年3月31日に株式会社マグニファイを退社[4]。
- 2019年3月10日、SDN48卒業メンバー6人で結成したグループ"""R"""に参加しCD「LET ME DOWN」を発売。
- 2021年5月25日、俳優の小笠原健と結婚し、第1子が誕生したことを発表した[5]。
- 2024年12月15日、第2子が誕生したことを発表した[6]。

## 人物
- 妹が1人いる[7]。
- プロ野球は広島東洋カープのファン[8][9][10]で、好きな選手は前田健太[11][12][13][14]。
- 2013年の台風30号で甚大な被害を受けたフィリピンの被災地に対し、同じ広島県福山市出身の小林史明衆議院議員とともにクラウドファンディングによる医療支援と復興支援（救急車の寄贈）を行った[15]。

## SDN48・AKB48在籍時の参加曲

### シングルCD選抜曲
SDN48名義
- GAGAGA
  - 孤独なランナー
- 愛、チュセヨ
- MIN・MIN・MIN
  - Everyday、カチューシャ（SDN48 ver.）
- 口説きながら麻布十番 duet with みの もんた
- 負け惜しみコングラチュレーション
  - 終わらないアンコール

AKB48名義
- 「大声ダイヤモンド」に収録
  - 大声ダイヤモンド（研究生 ver.）
- 「涙サプライズ!」に収録
  - 初日 - 「チームB」名義

### アルバムCD選抜曲
SDN48名義
- 『NEXT ENCORE』に収録
  - 1ガロンの汗

AKB48名義
- 『神曲たち』に収録
  - 君と虹と太陽と
- 『ここにいたこと』に収録
  - ここにいたこと - 「AKB48+SKE48+SDN48+NMB48」名義

### 劇場公演ユニット曲
AKB48名義
 ひまわり組 2nd Stage「夢を死なせるわけにいかない」
- 記憶のジレンマ
※近野莉菜（一部演目のみ）とともに増田有華のスタンバイ。

 チームA 4th Stage「ただいま恋愛中」リバイバル公演
- 春が来るまで
※大島麻衣のアンダー

 研究生公演「ただいま恋愛中」
- 春が来るまで

 チームA 5th Stage「恋愛禁止条例」
- 真夏のクリスマスローズ
※正メンバー不在ポジションで出演[注 2]。

 チームB 3rd Stage「パジャマドライブ」
- 純情主義（バックダンサー）
- 鏡の中のジャンヌ・ダルク（早乙女美樹降格後）

 チームB 4th Stage「アイドルの夜明け」
- 天国野郎

 THEATRE G-ROSSO「夢を死なせるわけにいかない」公演
- 記憶のジレンマ
※増田有華・松井咲子のスタンバイ

SDN48名義
 SDN48 1st Stage「誘惑のガーター」
- I'm sure.

## 作品

### シングル
|             | リリース日    | タイトル         | 最高位      | 販売形態     | 商品コード  | 形態        | 備考                                                             |
| Air control | Air control   | Air control      | Air control | Air control  | Air control | Air control | Air control                                                      |
| ----------- | ------------- | ---------------- | ----------- | ------------ | ----------- | ----------- | ---------------------------------------------------------------- |
| 1           | 2014年3月25日 | ドキドキエンジン | -位         | ダウンロード | -           | -           | 2014年3月25日 - 4月25日までAir controlホームページにて無料配信。 |

### 映像作品
| 発売日         | タイトル                                                       | 規格品番                         | メーカー                 | 備考                  |
| -------------- | -------------------------------------------------------------- | -------------------------------- | ------------------------ | --------------------- |
| 2012年6月22日  | こはるん日和                                                   | ENFD-5387                        | イーネット・フロンティア |                       |
| 2012年7月4日   | 'コワバナ 恐噺! 戦慄ショートショート「コワバナ 恐噺 黒い部屋」 | RAK-008                          | 楽創舎                   | レンタルのみ          |
| 2012年12月20日 | キミと僕と小春ん。                                             | FORM-021                         | イーネット・フロンティア |                       |
| 2013年4月19日  | きゅるるんハート                                               | TRED-1                           | イーネット・フロンティア |                       |
| 2013年7月26日  | Always らびゅ〜                                                | SBVD-0189（DVD） SBVB-0011（BD） | エスデジタル             | Blu-rayと同時リリース |
| 2014年2月25日  | ハルカな物語                                                   | OME-176                          | air control              |                       |
| 2014年6月27日  | Kyururun♥mermaid                                               | TRST-0174                        | グラッソ                 |                       |
| 2014年10月31日 | きゅるるんエンジェるん                                         | TRST-193                         | グラッソ                 |                       |

## 出演

### テレビドラマ
- マジすか学園 最終話（2010年3月26日、テレビ東京） - 馬路須加女学園生徒 役
- 彼と私と両家の事情（2010年6月3日 - 8月27日、TOKYO MX） - 吹き替え
- 「オール☆in One」内ドラマ「フジコの季節（とき）」（2015年5月7日 - 28日、テレビ埼玉） - 持田富士子 役
- 夜カフェ（2016年10月2日 - 23日、TOKYO MX2）[16]
- ブラックモノローグ（2018年5月25日、千葉テレビ）主演

### 映画
- work shop ワークショップ（2013年8月3日、ノー・シーケーワイ） - 吉乃 役
- リュウセイ（2014年2月） - マリナ 役
- 月刊ムー35周年記念作品 オムニバス映画「怖すぎる話 劇場版」『添付ファイル』（2014年11月） - 主演・奈美恵 役
- 外道憤砕（2018年7月）- 喫茶店店員はるちゃん 役
- こいのわ 婚活クルージング 2017年 ‧ ロマンス/コメディ
- 霊眼探偵カルテット（2017年6月17日）
- 青春のしおり（2019年4月1日特別先行上映） - 山本栞理 役
- みとりし（2019年9月13日、アイエスフィールド） - 会社員 役
- 愚か者のブルース（2022年7月29日：広島先行公開 / 11月18日：全国公開、アークエンタテインメント） - つみれ 役[17]

### オリジナルビデオ
- 午前零時の恐怖劇場 絶叫篇（2014年）

### バラエティ
- すイエんサー（2009年4月14日・2010年1月19日、NHK教育）
- JOYのASOBU-TV JOYnt!（2012年4月18日 - 2014年9月24日、群馬テレビ・5いっしょ3ちゃんねる参加各局） - 2代目アシスタント
- 釣り・ロマンを求めて（2012年10月6日 - 不定期出演、テレビ東京） - 準レギュラー
- 未来ロケット（2014年11月7日、フジテレビ）
- 100秒ドライブ（2014年11月8日、テレビ朝日）
- ガチネリさまぁ〜ず「ネリさまぁ〜ず正月特番」（2015年1月7日、日本テレビ）
- 小原春香のアプリDO!（2015年1月24日 - 3月28日、岡山放送） - レギュラー、初の冠番組
- 広島市広報番組『ひろしま日常劇場 ご老公様 出番ですよ』（2017年4月 - 2019年3月24日、RCCテレビ） - お春 役[18]
- Japan in Motion（テレビ新広島）
- たまゆらの竹原 感動に出会う女子の旅（2017年12月28日、RCCテレビ）
- 恋とか愛とか（仮） 特別企画 コイカリ的!肉食会（2018年9月6日・13日、広島ホームテレビ）
- カンムリ（2018年9月14日・9月21日・9月28日・10月5日、RCCテレビ）ギャンブルジャーニー
- 超時空彩の国S.T.M（2018年10月4日 - 12月27日、テレビ埼玉） - MC
- 欲望の塊（2019年1月9日 - 3月、TOKYO MX） - 秘書(MC)[19]

### WEB番組
- ゴー☆ジャス動画@GameMarket（2014年5月30日 - 、YouTubeチャンネル）- アシスタント

### CM
- セブン-イレブン「東京マラソン2010」
- 江崎グリコ ポッキー「グッドモーニングアメリカ×Pocky」篇（2013年4月1日 - 6月）
- 三国志戦姫〜乱世に舞う乙女たち〜（2014年）

### ラジオ
- ON8（2008年11月3日・2009年10月12日、bayfm）
- Tenjin Collection（2008年12月 - 2009年3月31日、CROSS FM） - 木曜日担当
- かりーね（2012年、レインボータウン FM） - レギュラー出演
- 小原春香のきゅるるんなMUSIC!!（2021年1月 - 、SKYWAVE FM）
- 小原春香のきゅるるんsweet time（2023年12月 - 、SKYWAVE FM）

### 舞台
- 一歩堂2010年新春公演「ぐつぐつ」〜わたしたち おでんのタネになりました〜（2010年1月28日 - 31日、新宿シアターブラッツ） - 主演・マキさん 役
- BLUECOVER ACTORS公演Vol.3「うわさの家族」（2010年4月6日 - 11日、笹塚ファクトリー） - A日程:長女 / B日程:未定 役
- Team IMAGINE「らめらめ」（2010年5月20日・22日・23日、八幡山ワーサルシアター） - 主演（岩佐美咲・仁藤萌乃とのトリプルキャスト）
- ジョリー・ロジャー「メンズ校」（2010年8月5日 - 15日、銀座博品館劇場） - 福原綾子 役
- BACSエンターテイメント「不思議な町の王子様」（2012年2月8日 - 12日、シアターサンモール） - ヒロイン
- 劇団CORNFLAKES 第8回公演「体感季節」（2012年5月24日 - 29日、中目黒キンケロ・シアター）
- 劇団CORNFLAKES 第9回公演「雷神-RAIJIN-」（2012年7月27日 - 31日、俳優座劇場）
- amipro「レンタル彼女」（2012年11月28日 - 12月2日、ザ・ポケット）
- アポロ5「オーバースマイル」（2012年12月19日 - 23日、新宿シアターモリエール）
- 3150万秒と、少し（2013年2月15日 - 24日、天王洲 銀河劇場）
- LIBERUSプロデュース 東京ギロティン倶楽部第一回公演「東京奇人博覧会[20]」（2013年4月17日 - 21日、スペース・ゼロ） - 雪女ユキねえ 役
- ソラリネ。#07「しあわせの支度」（2013年6月12日 - 16日、上野ストアハウス） - 空バージョン はるか 役
- FunnyFarm旗揚げ公演「特殊清掃go!go!go!」（2013年8月21日 - 25日、ウッディーシアター中目黒）
- Initial Film「あなたに贈る×（キス）」（2013年12月18日 - 22日、シアターサンモール） - 生徒会長 役[21]
- LIVE ACT「BLAZBLUE」（2014年3月6日 - 9日、天王洲 銀河劇場） - ツバキ=ヤヨイ 役[22]
- 劇団エンゼル「赤毛のアン〜みどりやねの朝〜」（2014年 - 2016年） - 主演・アン 役
  - 2014年3月23日 東京都江戸東京博物館
  - 2014年8月10日 スペース・ゼロ
  - 2014年11月16日 木更津市民会館
  - 2014年12月20日 ハーモニーホール座間
  - 2015年2月11日 アスカル幸手
  - 2015年2月22日 平塚市民センターホール
  - 2015年7月26日 福山市神辺文化会館
  - 2015年8月9日 スペース・ゼロ
  - 2015年8月22日 江南総合文化会館ピピア
  - 2015年12月6日 掛川市生涯学習センターホール
  - 2016年3月6日 相模原市民会館
  - 2016年7月2日 木津川市加茂町文化センター
  - 2016年8月26日 帝国ホテル
  - 2016年12月4日 深谷市民文化会館
  - 2017年7月30日 スペース・ゼロ
  - 2018年3月31日 鳴門市民会館
- ヴァカーエンターテインメント「言いたいことも言えない、小さな夢も見れない、汚い嘘や言葉で操られたくない、真っ直ぐに向き合う現実に誇りを持ちたいだけだから」（2014年6月4日 - 8日、シアターサンモール）
- SHOWMAN'S「フライングパイレーツ〜ネバーランド漂流記 featuring GUY'S」（2015年・2016年） - タイガーリリー 役
  - featuring GUY'S（2015年9月18日 - 23日、新宿村LIVE）[23]
  - ピューロ feauring GUY'S（2016年3月27日 - 28日、サンリオピューロランド内 フェアリーランドシアター）
- Showman's「ドリームレスキュー・言うことナース！〜いちもにもなくエピソード3〜」（2016年4月23日、新宿村LIVE） - 日替わりゲスト
- 広島ホームテレビ「舞台 恋とか愛とか（仮） 」（2016年10月6日 - 10日、広島・ぽるぽるホール）[24]
- 梅棒「カフェ・パラダイス」（2016年11月23日 - 27日、銀座博品館劇場）[16]
- 劇団Firstline「現代泥棒事情」（2016年12月17日 - 18日、ザムザ阿佐ヶ谷）
- 劇団SWITCH「赤魂」（2017年1月6日 - 11日、広島県民文化センター） - 天使 役
- NEXT 1 produce vol.1～「NEXT 1」（2017年3月10日 - 12日、青山・月見ル君想フ）
- Empty「ハーフブリード・プロトコル」（2017年11月15日 - 21日、ベースメントモンスター王子）[25]
- アリスインプロジェクト「チェンジングホテルTOKYO」（2017年12月13日 - 17日、新宿村LIVE） - 新庄アキラ 役（特別出演）[26]
- SPIRALCHARIOTS #18「レンタヒーロー」（2018年1月17日 - 21日、六行会ホール） - スージー・ストライプ 役[27]
- END es PRODUCE「リベルテ Vol.5」（2018年6月9日、大塚ドリームシアター）
- ゴールデンアックス（2018年12月19日 - 23日、築地本願寺ブディストホール） - ティリス＝フレア 役

### ミュージカル
- ミュージカル「パーフェクトファミリー!?」（2002年） - 若葉 役
- ブッダミュージカル「Sylphy」（2007年5月3日 - 5日、シアター1010） - 風の精 役
- ミュージカル「チンチン電車と女学生」（2007年8月22日・23日、アステールプラザ 大ホール） - 女学生 / 街の人 役
- ブッダミュージカル「Sylphy」再演（2009年9月17日・18日、富士市文化会館ロゼシアター 大ホール） - 風の精 役
- Motion Rock Opera「Life pathfinder 2010」（2010年8月27日 - 9月5日、吉祥寺シアター）
- 広島電鉄 電車開業100周年 音楽劇「チンチン電車と女学生」再演（2012年9月22日・23日、広島国際会議場 フェニックスホール）
- Motion Rock Opera「Life pathfinder 2013」（2013年7月20日 - 29日、吉祥寺シアター）
- Motion Rock Opera「Life pathfinder 2014 The Fate of…」（2014年9月13日 - 15日）、新国立劇場 小劇場 THE PIT)
- ミュージカル「パーフェクトファミリー!?」（2015年6月17日、IMAホール） - ポラン 役
- ミュージカル 風雲新撰組〜月影〜（2015年11月27日 - 29日、シアター1010）
- ライブミュージカル「プリパラ」み〜んなにとどけ！プリズム☆ボイス（2016年2月4日 - 7日、Zeppブルーシアター六本木）
- Motion Rock Opera「Life pathfinder 2016 in catastrophe」（2016年7月16日 - 30日、吉祥寺シアター）
- テラトロックプロデュース公演 SFアクションミュージカル「199X年」（2017年5月5日 - 8日、R's Art Court）[28]
- 平和祈念 劇団往来プロデュース公演 音楽劇「チンチン電車と女学生」（2017年12月2日・3日、東京芸術劇場 プレイハウス） - 高島柳子 役
- Motion Rock Opera「Life pathfinder 4th WALL」（2018年4月20日 - 22日、吉祥寺シアター）
- ミュージカル座 8月公演「ママの恋人」（2019年8月7日 - 12日、中目黒キンケロ・シアター） - マリ子 役[29]

### ゲーム
- ブレイブソングオンライン（2011年）

### イベント
- 日本最大級海の家×TBS in Yuigahama 2008（2008年7月23日、鎌倉市由比ヶ浜公園）
- 三原やっさ祭り（2009年8月9日、広島県三原市）

## キャンペーンキャラクター
- 茶山ポエム・アート＆ミュージックコンクール（2016年〜）

## 連載
雑誌
- 資格の小原本気にきゅるるん（月刊エンタメ 2012年6月30日 - 終了、徳間書店）
- 小原春香のアイドルのひみつ（TVぴあ 2012年7月4日 - 終了、ぴあ）

新聞
- AKB48&SDN48 小原春香のくしゅばいい話（デイリースポーツ 2013年8月14日 - 終了、神戸新聞社）隔週水曜掲載